# Eilema varana
Eilema varana är en fjärilsart som beskrevs av Moore 1865. Eilema varana ingår i släktet Eilema och familjen björnspinnare. Inga underarter finns listade i Catalogue of Life.